# Monster Warriors
Monster Warriors (2006-2008) – kanadyjski serial telewizyjny nadawany dawniej przez kanał telewizyjny Jetix. Bohaterami jest czwórka nastolatków ratujących miasto Capital City przed potworami Clausa Von Steinhauera. Ta czwórka to: Luke, Tabby, Antonio, Vanka i ich pomocnik Krieger. Ich kryjówka to przeróbka domu Luke’a. Mają samochód nowej marki – Monster Warriors.

## Postacie

### Główne
- Luke – lider Monster Warriors. Boi się lasów. Czuje słabość do Tabby. W przedostatnim odcinku uwięzieni w kinie całują się razem.
- Tabby – wynalazczyni gadżetów. Ma klaustrofobię.
- Antonio – ekspert od potworów. Boi się cuchnących i innych rzeczy. Czuje słabość do Vanki.
- Vanka – sportsmenka. Ma lęk wysokości.
- Klaus Von Steinhauer – twórca potworów i dyrektor B-Movie. W przedostatnim odcinku okazuje swoje prawdziwe oblicze.

### Drugoplanowe
- Burmistrz Mel – burmistrz miasta.
- Komisarz McMilan – pomocnik burmistrza.
- Krieger – ekspert od B-Movie – widział wszystkie filmy Klausa.
- Henry – chłopiec z przyszłości, kontaktuje się z Lukiem i pomaga mu w walce z potworami o czym ten nie chce powiedzieć drużynie. Ale to się zmieniło! Reszta członków Monster Warriors dowiedziała się o Henrym.
- Dink Dorman – redaktor telewizyjny.
- Missy Gore – inżynierka od elektryki w metrze i pomocniczka Klausa von Steinhauera.
- Eustachy – kumpel Antonia.

## Potwory
1. Gigantyczne Pająki; Pokonanie: strzelanie do nich laserami, po czym same się zadusiły
2. Kraken; Pokonanie: głośniki na dnie morza
3. Duże Aligatory; Pokonanie: zamrożenie
4. Duża Pszczoła; Pokonanie: elektryczność
5. Wielka Dżdżownica; Pokonanie: połknięcie cysterny i zetknięcie się z elektrycznością
6. Duży Lodowy Potwór; Pokonanie: potknął się o linkę
7. Smok; Pokonanie: wrzucenie do paszczy smoka kawałka płonącego metalu, smok go zjadł i wybuchł
8. Wielki Homar; Pokonanie: wrzucenie do gorących źródeł na plaży
9. Wielka Anakonda; Pokonanie: zasypanie tysiącami pudełek
10. Gang Szkieletów; Pokonanie: zaskoczenie
11. Pterodaktyle; Pokonanie: bomby kriochłodzące (zamrażające od wewnątrz)
12. Wielki Metalożerny Potwór; Pokonanie: Krieger uruchamia magnes na dźwigu
13. Tyranozaurus Rex; Pokonanie: zamrożenie
14. Duży Motyl; Pokonanie: Podstęp z użyciem kolorowej bluzy Vanki
15. Mięsożerna Winorośl; Pokonanie: pożarł ją wielki ślimak Klausa
16. Gigantyczny Ślimak; Pokonanie: utopienie w jeziorze
17. Galaretowaty potwór; Pokonanie: wessanie do odkurzacza
18. Obce Zombie; Pokonanie: Zombie zbudował statek i odleciał w przestworza
19. Gigantyczne Karaluchy; Pokonanie: wybuch gazu
20. Wielkie Modliszki; Pokonanie: strzelenie z dział klejowych w czułki, a potem się zjadły
21. Duży Błotny Potwór; Pokonanie: psikanie zraszaczami i wrzucenie do kałuży, dzięki temu się rozpuściły
22. Duże Termity; Pokonanie: wsypanie kwasu i amoniaku do otworów wentylacyjnych i królowa się zadusiła
23. Latające Piranie; Pokonanie: w chacie myśliwego Tabby krzyknęła, a później Krieger włączył radio i wybuchły
24. Wielka Biedronka; Pokonanie: Tabby na torach kolejowych zmniejszyła ją do malutkich rozmiarów
25. Gigantyczna, 40-metrowa, mięsożerna, jednooka Strzykwa; Pokonanie: „wyjechanie” łodzią z wnętrza ogórka to spowodowało rozerwanie go
26. Gigantyczne Żaby; Pokonanie: po zniszczeniu kosmity żaby zniknęły

## Obsada
- Yani Gellman – Antonio
- Sean Cullen – Klaus Von Steinhauer
- Mandy Butcher – Tabby
- Lara Amersey – Vanka
- Jared Keeso – Luke
- Allan Royal – Mayor Mel
- Cameron Ansell – Henry

i inni

## Wersja polska
Opracowanie i udźwiękowienie wersji polskiej: na zlecenie Jetix – Studio Eurocom

Reżyseria: Tomasz Marzecki

Dialogi:
- Berenika Wyrobek (odc. 1–4, 10, 13, 16–19, 25–26),
- Aleksandra Rojewska (odc. 5–9, 11–12),
- Wojciech Szymański (odc. 14–15, 20, 23–24),
- Grzegorz Drojewski (odc. 21–22)

Dźwięk i montaż:
- Jacek Kacperek (odc. 1–13),
- Krzysztof Podolski (odc. 14–26)

Kierownictwo produkcji: Marzena Omen-Wiśniewska

Udział wzięli:
- Jerzy Molga – Burmistrz Mel
- Grzegorz Drojewski –
  - Dink Dorman,
  - Henry (odc. 1–13)
- Włodzimierz Press – Klaus
- Łukasz Lewandowski – Luke
- Lucyna Malec – Tabby
- Agata Gawrońska – Vanka
- Andrzej Hausner – Antonio
- Adam Bauman – Komisarz McMillan
- Paweł Szczesny – Krieger
- Ewa Kania –
  - Myssy Goore,
  - pani Bushnerr
- Piotr Marzecki – Henry (odc. 14–26)
- Maciej Kujawski
- Adrian Perdjon
- Ryszard Nawrocki
- Leszek Zduń
- Dariusz Odija
- Jarosław Domin
- Jolanta Zykun
- Ryszard Olesiński
- Tomasz Marzecki

i inni

## Odcinki
- Premiery w Polsce (Jetix):
  - I seria (odcinki 1–13) – 6 maja 2006 roku,
  - I seria (odcinki 14–26) – 13 stycznia 2007 roku,
  - II seria (odcinki 27–52) – nieemitowane.
- Od 18 lipca do 31 sierpnia 2007 roku serial był emitowany przez telewizję TV4.
- Od 22 maja do 19 października 2008 roku serial był emitowany na kanale Polsat.

### Spis odcinków
| Premiera odcinka | N/o | Polski tytuł                       | Angielski tytuł                            |
| ---------------- | --- | ---------------------------------- | ------------------------------------------ |
|                  |     |                                    |                                            |
| SERIA PIERWSZA   |     |                                    |                                            |
|                  |     |                                    |                                            |
| 06.05.2006       | 01  | Inwazja gigantycznych pająków      | The Giant Spider Invasion                  |
|                  |     |                                    |                                            |
| 07.05.2006       | 02  | Potwór z Głębin                    | The Beast From Beneath the Sea             |
|                  |     |                                    |                                            |
| 13.05.2006       | 03  | Atak aligatora                     | Gators                                     |
|                  |     |                                    |                                            |
| 14.05.2006       | 04  | Elektryczna pszczoła               | Buzz!                                      |
|                  |     |                                    |                                            |
| 20.05.2006       | 05  | Strach pod ziemią                  | The Terror Underground                     |
|                  |     |                                    |                                            |
| 21.05.2006       | 06  | Wielki, lodowy potwór              | The Super Colossal Ice Monster             |
|                  |     |                                    |                                            |
| 27.05.2006       | 07  | Oddech Smoka                       | Dawn of the Dragon                         |
|                  |     |                                    |                                            |
| 28.05.2006       | 08  | Morderczy uścisk                   | Anaconda Of The North Woods                |
|                  |     |                                    |                                            |
| 03.06.2006       | 09  | Atak wielkiego homara              | The Giant Lobster Attack                   |
|                  |     |                                    |                                            |
| 04.06.2006       | 10  | Atak szkieletów                    | Last Ride of the Skeleton Crew             |
|                  |     |                                    |                                            |
| 10.06.2006       | 11  | Atak śmieciowego potwora           | Attack a Junk Monster                      |
|                  |     |                                    |                                            |
| 11.06.2006       | 12  | Atak pterodaktyla                  | Pterodactyl Terror                         |
|                  |     |                                    |                                            |
| 17.06.2006       | 13  | Koniec epoki dinozaurów            | Fall of the Haunted House of T-Rex         |
|                  |     |                                    |                                            |
| 13.01.2007       | 14  | Atak mięsożernego motyla           | Attack of the Giant Carnivorous Butterfly  |
|                  |     |                                    |                                            |
| 14.01.2007       | 15  | Capital City kontra wielka roślina | Capital City vs. the Plant Thing!          |
|                  |     |                                    |                                            |
| 20.01.2007       | 16  | Atak dziwnej galarety              | Beware the Blob Thing                      |
|                  |     |                                    |                                            |
| 21.01.2007       | 17  | Kosmiczne zombie z planety Zeenom  | Alien Zombie from the Planet Zeenom        |
|                  |     |                                    |                                            |
| 27.01.2007       | 18  | Atak gigantycznych karaluchów      | Terror of the Giant Cockroaches            |
|                  |     |                                    |                                            |
| 28.01.2007       | 19  | Wściekłe modliszki                 | Marauding Mantis!                          |
|                  |     |                                    |                                            |
| 03.02.2007       | 20  | Zemsta błotnego potwora            | Revenge of the Mud Maniac!                 |
|                  |     |                                    |                                            |
| 04.02.2007       | 21  | Termity                            | Termites!                                  |
|                  |     |                                    |                                            |
| 10.02.2007       | 22  | Dzień piranii                      | Day of the Piranha!                        |
|                  |     |                                    |                                            |
| 11.02.2007       | 23  | Atak wielkiej strasznej biedronki  | Attack of the Enormous Terrifying Ladybug! |
|                  |     |                                    |                                            |
| 17.02.2007       | 24  | Podróż na dno ogórka morskiego     | Voyage to the Bottom of the Sea Cucumber   |
|                  |     |                                    |                                            |
| 18.02.2007       | 25  | Kum Kum                            | Ribbit                                     |
|                  |     |                                    |                                            |
| 24.02.2007       | 26  | Kum Kum 2: Zemsta żaby             | Ribbit 2: Froggy’s Revenge                 |
|                  |     |                                    |                                            |
| SERIA DRUGA      |     |                                    |                                            |
|                  |     |                                    |                                            |
|                  | 27  |                                    | Attack of the Stinkbugs                    |
|                  | 28  |                                    | Attack of the Stinkbugs                    |
|                  |     |                                    |                                            |
|                  | 29  |                                    | Terror at the Drive-In                     |
|                  |     |                                    |                                            |
|                  | 30  |                                    | Alien Returns                              |
|                  |     |                                    |                                            |
|                  | 31  |                                    | Monkey Machine                             |
|                  | 32  |                                    | Monkey Machine                             |
|                  |     |                                    |                                            |
|                  | 33  |                                    | Beast from Below                           |
|                  |     |                                    |                                            |
|                  | 34  |                                    | Megabatua                                  |
|                  |     |                                    |                                            |
|                  | 35  |                                    | Terror in the North Woods                  |
|                  |     |                                    |                                            |
|                  | 36  |                                    | The Secrets of the Lost Canyon             |
|                  |     |                                    |                                            |
|                  | 37  |                                    | Attack of the Leaping Leeches              |
|                  |     |                                    |                                            |
|                  | 38  |                                    | Attack of the Monumonsters                 |
|                  |     |                                    |                                            |
|                  | 39  |                                    | Terror of the Troglothals                  |
|                  |     |                                    |                                            |
|                  | 40  |                                    | Astrosaurus vs. Gigantobeast               |
|                  |     |                                    |                                            |
|                  | 41  |                                    | Invasion of the Computer Bugs              |
|                  |     |                                    |                                            |
|                  | 42  |                                    | Curse of the Lagoon Man                    |
|                  |     |                                    |                                            |
|                  | 43  |                                    | Ratblaster                                 |
|                  |     |                                    |                                            |
|                  | 44  |                                    | Return of the Icemonster                   |
|                  |     |                                    |                                            |
|                  | 45  |                                    | Penguins                                   |
|                  |     |                                    |                                            |
|                  | 46  |                                    | Gnomes for the Holiday                     |
|                  |     |                                    |                                            |
|                  | 47  |                                    | Trick or Treat                             |
|                  |     |                                    |                                            |
|                  | 48  |                                    | Attack of the Abominable Snowman           |
|                  |     |                                    |                                            |
|                  | 49  |                                    | Zaal: Kirubian Bird Of Prey                |
|                  |     |                                    |                                            |
|                  | 50  |                                    | The Skeleton Crew Rides Again              |
|                  |     |                                    |                                            |
|                  | 51  |                                    | UltiBeast                                  |
|                  | 52  |                                    | UltiBeast                                  |
|                  |     |                                    |                                            |

## Broń
1. Broń Laserowa.
2. Odkurzacz.
3. Broń, z której strzela się budyniem.
4. Miotacz energii cieplnej.
5. Supergłośnik.
6. Bomby Kriochłodzące.
7. Poskramiacz Potworów
8. Działo klejowe
9. Radio
10. UFO
11. Kwas i Amoniak
12. Minimalizator

## Streszczenia odcinków

### Seria pierwsza
- 1. „Inwazja gigantycznych Pająków”

Luke wprowadza się do nowego domu w Capital City. Zamieszkuje jednak w przybudówce, gdyż dom jest dla niego za duży. W międzyczasie z domu dla starców „Mroczna Przeszłość” ucieka Klaus von Steinhauer – genialny twórca filmów o potworach. Reżyser krąży po mieście aż w końcu znajduje swoje stare studia filmowe. Tam uruchamia swoją maszynę do tworzenia potworów... Tymczasem w szkole w Capital City Luke poznaje Tabby, Antonio i Vankę. Mają razem zrobić referat o pająkach. Tata Tabby pracujący jako strażak mówi córce, że w okolicach lasu jego wóz strażacki oblepiła dziwna maź. Tabby twierdzi, że jest to pajęczyna. Czwórka przyjaciół wyrusza wieczorem do lasu, żeby sprawdzić podejrzenia dziewczyny. Nagle samochód Luke’a się psuje, a zza rogu wyskakuje... gigantyczny pająk! Tabby udaje się naprawić samochód i przyjaciele jakoś uciekają z lasu. Następnego dnia spotykają się w przybudówce Luke’a. Vanka przynosi stroje, Antonio szuka informacji o pająkach, a Tabby tworzy broń. Niedługo potem ruszają na miasto i przy starych magazynach spotykają pająki. Nastolatkom udaje im się je pokonać za pomocą działek laserowych. Gdy wracają do domu Luke’a ten, oznajmia im, że ma przeczucie, iż potworów będzie więcej. Nazywa grupę Monster Warriors, a przybudówkę czyni główną bazą zespołu.
- 2. „Potwór z głębin”

Wieczorem stary rybak i jego pomocnik łowią ryby. Płyną szalupą do statku gdy nagle porywają go wielkie macki i zaciągają na dno oceanu. CCTN zatrudnia nowego pracownika – reportera w terenie. Ma on komentować zawody trójboju. Tymczasem Klaus tworzy kolejnego potwora. Monster Warriors oglądają wiadomości, w których Dink Dorner oddaje głos nowemu redaktorowi. Ten jak gdyby nigdy nic relacjonuje zawody, a za jego plecami zawodnicy uciekają przed wielkimi mackami potwora. Jedna macka dosięga też i jego i porywa go do morza. Warriorsi wybierają się do portu, żeby dowiedzieć się czegoś o potworze, ale stary rybak każe im przyjść wieczorem. Dzieciaki zjawiają się o wyznaczonej porze. Rybak zaprasza ich na swoją łódź, żeby opowiedzieć o potworze. Okazuje się, że Antonio nie umie pływać. Cała piątka dyskutuje, czym może być tajemniczy potwór. Antonio stawia na Krakkena. Chwilę później bestia atakuje. Rybakowi, Luke’owi i Antoniowi udaje się go odpędzić, ale porywa ze sobą łódź. Następnego dnia Monster Warriors zwabiają Krakkena do portu. Antonio twierdzi, że kałamarnice nienawidzą dźwięków. Vanka i Luke spuszczają na dno wielki głośnik i puszczają muzykę na cały regulator. Krakken wybucha. Wariorsi świętują zwycięstwo, a Klaus przeżywa porażkę...
- 3. „Atak Aligatora”

Jeden z banków w Capital City zostaje obrabowany przez dwóch złodziei. Luke jest świadkiem ich ucieczki. W tym samym czasie Klausowi śni się, że ściga go smok z odcinka siódmego. Gdy się budzi spotyka siebie sprzed pięćdziesięciu lat, mówiącego, że wie o potworach. Postać oświadcza, że jest jego sumieniem. Policja ściga bandytów, ale znajdują tylko szczątki ich samochodu. Monster Warriors dowiadują się od burmistrza o dziwnych wypadkach związanych z kanalizacją miejską, więc postanawiają to sprawdzić. Dokonują więc oględzin zniszczonego samochodu i rozmawiają z pilnującym go policjantem. Wtedy pojawia się pierwszy aligator. Monster Warriors wycofują się z powodu braku broni. Klaus znajduje się w szpitalu. Poproszony o podanie danych osobowych, ucieka przerażony. Budzi się w więzieniu. Sumienie obiecuje pomóc mu w wydostaniu się stąd, jeśli coś zrobi. Gdy Monster Warriors przybywają w pełnym uzbrojeniu do oczyszczalni ścieków, zauważają tam grupę aligatorów. Tymczasem Komisarz McMillan decyduje się działać na własną rękę i wysyła oddział komandosów do oczyszczalni. Komandosi nie są zbyt skuteczni i wkrótce zostają uwięzieni przez aligatory. Monster Warriors wchodzą do oczyszczalni ścieków i tam pokonują najpierw małe aligatory. Na podstawie analizy Antonio odkrywa, iż pokonane aligatory były dziećmi. W trakcie wędrówki Monster Warriors znajdują dwóch z trzech uwięzionych komandosów. Dowiadują się, iż trzeci komandos – Frankie, został uwięziony w jednym z tuneli. Klaus próbuje coś wyłączyć. W tej samej chwili ktoś go woła. Gdy Monster Warriors szukają go, natykają się na największego aligatora. Szybko się z nim rozprawiają, przy pomocy zamrażaczy. Luke odnajduje zaginionego komandosa i wszyscy razem szczęśliwie opuszczają kanały. W trakcie ich misji okazuje się, że Tabby ma klaustrofobię, a Luke widział błyszczące oczy jakiegoś stworzenia ukrytego w ciemnościach. Tymczasem Klaus znajduje dziwny przedmiot. Gdy go podnosi sumienie mówi, że nie może już mu pomóc i znika.
- 4. Elektryczna pszczoła

Dwoje pracowników elektrowni sprawdza jedną z wież. Gdy wychodzą na jej szczyt widzą, że szczyt jest... zjedzony! Dziwny potwór porywa jednego pracownika i zrzuca go kilka metrów dalej. W coraz większej części miasta zaczyna brakować prądu. Beeng informuje, że braki w dostawie prądu spowodowane są zjedzeniem wież elektrycznych. Później mówi, że dwoje pracowników elektrowni (którzy zginęli dzień wcześniej) odnaleźli się i przebywają w szpitalu psychiatrycznym. Monster Warriors jadą do owego szpitala i rozmawiają z pracownikami. Ci wyznaczają im miejsce położenia wieży zjedzonej przez potwora. Warriorsi jadą w wyznaczone miejsce w okolicach elektrowni elektrycznej. Tam, spotykają wielką pszczołę! Antonio mówi, że pszczoły są niegroźne. Że latają z kwiatka na kwiatek i spijają nektar, ale gdy kwiatki są za małe pszczoły żywią się czymś innym. Wieczorem Monster Warriors wracają do elektrowni w pełnym uzbrojeniu. Namawiają kierownika, żeby wyłączył na chwilę prąd. Pszczoła wlatuje do elektrowni. Wariorsi strzelają do niej, a ta pada na wyłączony generator. Nagle ktoś włącza prąd, a pszczoła odżywa. Atakuje Luke’a, Tabby i Antonia. Wtedy wkracza Vanka i spycha owada na elektryczną siatkę, która „smaży” pszczołę.
- 5. Strach pod ziemią
- 6. Wielki, lodowy potwór

Luke i Tabby chcieli odpocząć od szkoły i od potworów, więc wybrali się na lodowisko. W pewnym momencie zatrzęsła się ziemia i spod sztucznego lodu wyszedł lodowy potwór.
Po ataku i oddaleniu się potwora cała załoga Monster Warriors powróciła na lodowisko, aby poszukać jakiś śladów, które mogłyby powiedzieć im coś o potworze. Luke w dziurze na lodowisku z którego wyszedł potwór, zauważył strzęp starej gazety, na której pisało, że Monster Warriors przegrają z lodowym potworem. Z analizy Antonia wynikało, że potwor jest dwa razy większy od wzrostu przeciętnego człowieka. W międzyczasie Komisarz McMillan powołał nową drużynę „Monster Warriors”, aby zastąpili prawdziwą. Niestety trud komisarza poszedł na marne, lodowy potwor zamroził fałszywych Monster Warriors. W końcu udało się prawdziwym wojownikom po raz kolejny ocalić Capital City zwykłym naprężonym sznurem. W bazie przed pokonaniem potwora Luke mówi Tabby o dziwnym artykule.
- 7. Oddech Smoka
- 8. Atak wielkiego homara
- 9. Olbrzymia anakonda
- 10. Atak szkieletów
- 11. Atak Pterodaktyla
- 12. Atak metalożernego potwora
- 13. Koniec epoki dinozaurów
- 14. Atak mięsożernego motyla
- 15. Capital City kontra wielka roślina
- 16. Atak dziwnej galarety
- 17. Kosmiczne zombie z planety Zeenom
- 18. Atak gigantycznych karaluchów
- 19. Wściekłe modliszki
- 20. Atak wściekłej pchły
- 21. Termity
- 22. Dzień piranii
- 23. Atak wielkiej strasznej biedronki
- 24. Podróż na dno ogórka morskiego

W szkole pojawia się nowy nauczyciel i zaczyna obserwować wybrzeże. Gdy Vanka pyta o jego tajemniczy zegarek, odpowiada, że to z poprzedniej szkoły. Niedługo później zostaje połknięty przez tajemnicze stworzenie. Monster Warriors spotykają kobietę, która mówi, że może im pomóc. Okazuje się, że pracuje w służbach ochrony miasta. Zostaje wykryty sygnał zegarka nauczyciela i czterdziestometrowego potwora. Monster Warriors wpływają w łodzi podwodnej do wnętrza stworzenia. Zaczepiają się o maszt zjedzonego wcześniej statku. Gdy Luke wychodzi na zewnątrz, aby uwolnić łódź widzi ją z drugiej strony masztu. Maszyna co chwilę zmienia kolor na czerwony lub szary. W środku drugiej łodzi członkowie drużyny coś krzyczą. Prawdziwy pojazd jedzie do przodu. Gdy Luke wraca na pokład mówi, że widział coś dziwnego. Spotykają poza łodzią wołającego ich nauczyciela. Vanka chce go uratować, ale gdy Luke oświetla go światłem z reflektorów, zamienia się w tajemnicze stworzenie i znika. Luke stwierdza, że to nie jest stwór Klausa i nie mogą się wydostać, bo ktoś nieznany zastawił pułapkę. Wysadzają łódź i wydostają się.
- 25. Kum Kum
- 26. Kum Kum 2: Zemsta Żaby